# Уляскі-Ґостомські
Уляскі-Ґостомські (пол. Ulaski Gostomskie) — село в Польщі, у гміні Могельниця Груєцького повіту Мазовецького воєводства.
Населення — 13 осіб (2011).
У 1975-1998 роках село належало до Радомського воєводства.

## Демографія
Демографічна структура станом на 31 березня 2011 року:
|          | Загалом | Допрацездатний вік | Працездатний вік | Постпрацездатний вік |
| -------- | ------- | ------------------ | ---------------- | -------------------- |
| Чоловіки | 7       | 2                  | 4                | 1                    |
| Жінки    | 6       | 1                  | 5                | 0                    |
| Разом    | 13      | 3                  | 9                | 1                    |